# Nebela lageniformis
Nebela lageniformis ist eine Testate Amöbe (Schalenamöbe) aus der Gattung Nebela. Sie wird im Deutschen auch als Flaschen-Schalenamöbe bezeichnet. Die Art ist sehr häufig und kommt in nassen Torfmoosen und anderen Moosen vor.

## Merkmale
Nebela lageniformis ist 120 bis 130 Mikrometer groß. Die Schale ist farblos, durchscheinend und flaschenförmig. Sie weist große rundliche Schüppchen auf, zwischen denen wiederum kleinere Schüppchen gelagert sind.

## Belege